# Pedro Castillo (pintor)
Pedro Castillo (Villa de Cura, circa 1790 - Valencia, 24 de noviembre de 1858) fue un pintor muralista y escultor venezolano, activo durante la primera mitad del siglo XIX. Maestro y suegro del pintor Juan Antonio Michelena (1832-1918) y abuelo materno del también pintor Arturo Michelena (1863-1898).

## Inicios
Hijo de Silvestre Castillo, nacido en Málaga (España) y la venezolana Francisca Hinojosa. Inicia su formación como pintor en Caracas, a donde emigran su madre y hermana menor tras la muerte de su padre entre 1791 a 1792. A los 12 años ya realizaba dibujos a creyón, retratos en miniatura sobre marfil y acuarelas. Fue discípulo del pintor italiano Onofre Padroni, a su paso por Caracas entre 1801 a 1804, quien le enseña las técnicas de la pintura decorativa en su academia privada. Estos conocimientos los aplicó por primera vez en Villa de Cura, a donde se traslada hacia 1806 para decorar con motivos naturalistas y elementos grecorromanos, la casa del teniente de Justicia, Don Manuel de los Ríos, conocida como la Casa de Boves o Casa del Santo.

## Trayectoria
Después de las arremetidas del ejército realista de José Tomás Boves en 1814, Castillo huye de Villa de Cura con su familia hacia Valencia en donde se residencia. Durante la guerra de independencia fue el único pintor reconocido en esa ciudad, por lo que acometió distintos encargos, tanto para realistas como para patriotas. En fecha aún no precisada contrajo matrimonio con Rosa Silva, con quien engendra seis hijos: tres varones y tres hembras.
Al finalizar la guerra Castillo realiza la decoración de la Casa del Ayuntamiento en Valencia entre 1824 y 1826. En el Salón de Sesiones pinta 4 escenas bélicas. La casa fue derribada a inicios del siglo XX. También se le encarga modelar la figura de La Esperanza que remataba la torre sur de la iglesia matriz de esa ciudad en 1827.

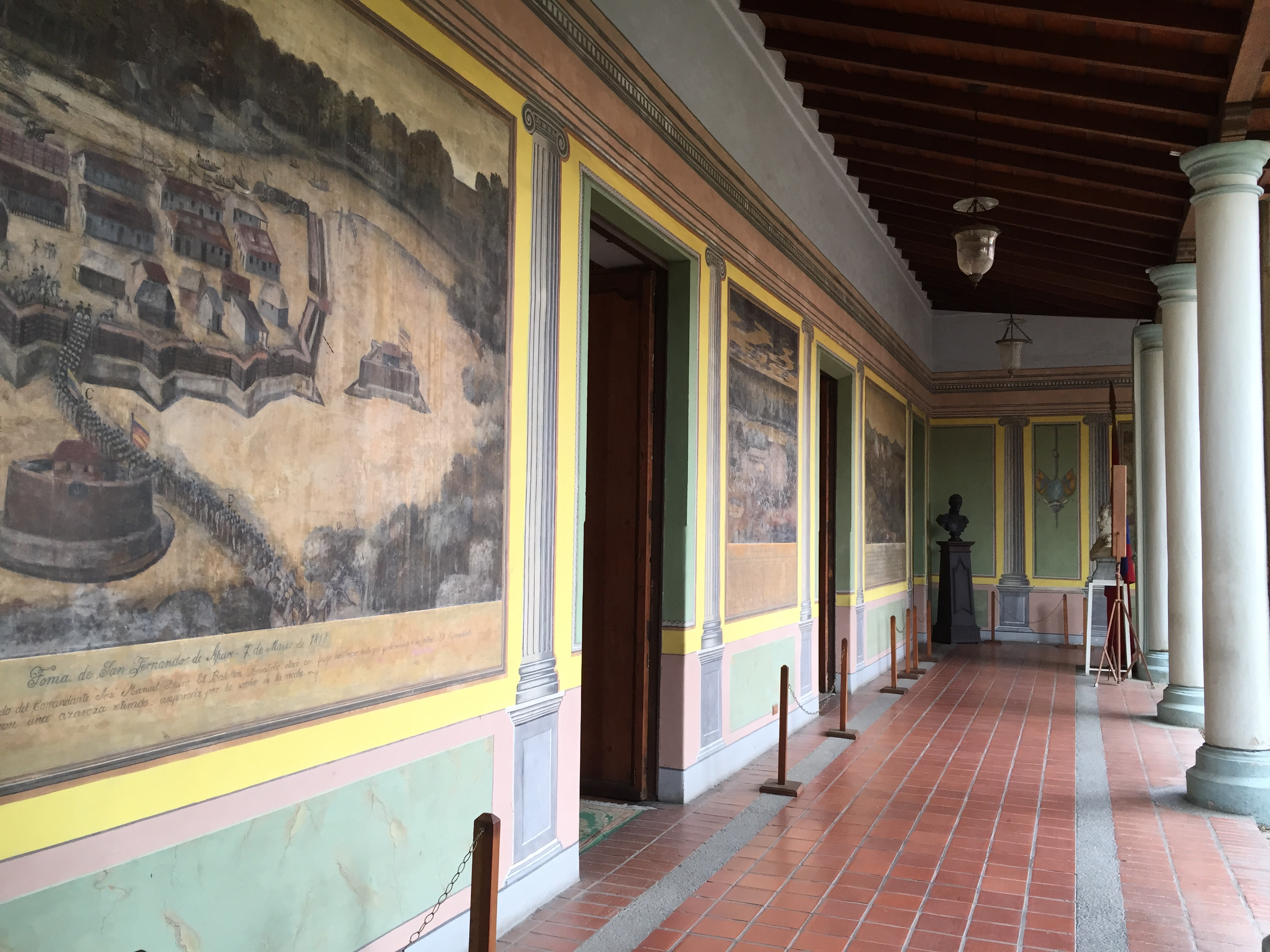
Vista de corredor con pintura mural realizada por Pedro Castillo en la Casa de Páez en Valencia, Estado Carabobo

Entre 1829 a 1830 realiza la decoración de la casa del General José Antonio Páez en Valencia. Esta decoración, que aún se conserva, está integrada por 9 murales con escenas bélicas que fueron seleccionadas por Páez, en función de su protagonismo militar. Cada escena, pintada al temple, está acompañada de cartelas explicativas con la fecha, ejércitos y sucesos importantes, que en algunos casos no se corresponden con las fuentes históricas. Las escenas ubicadas en el corredor del patio principal son:
- Mata de Miel (Apure) 16 de febrero de 1816, 224 x 263 cm
- Acción de Yagual (Apure) 8 de octubre de 1816, 224 x 262 cm
- Combate del Palital (Guárico), 18 de diciembre de 1816, 221 x 261 cm
- Batalla de las Mucuritas (Apure), 2 de febrero de 1817, 217 x 267 cm
- Toma de San Fernando de Apure, 7 de marzo de 1818, 228 x 327 cm
- Queseras del Medio (Apure) 2 de abril de 1819, 225 x 188 cm
- Batalla de Carabobo, 24 de junio de 1821, 227 x 299 cm. Es la única escena que toma como modelo una litografía realizada por el artista francés Ambroise Louis Garneray.
- Acción de la Sabana de la Guardia (Estado Carabobo), 11 de agosto de 1822, 230 x 325 cm
- Asalto de Puerto Cabello en la noche del 7 de noviembre de 1823, 230 x 325 cm

Los murales están intercalados con decoración ilusionista grecolatina, imitando columnas estriadas con capiteles de orden jónico y zócalo marmoleado. En el Salón de Recepciones, o salón principal de la casa de Páez, Castillo representa 6 murales al temple con temas mitológicos: 
- El Casamiento de Venus, 252 x 169 cm
- Arión, 255 x 174 cm
- Minos, Eaco y Radamanto o los tres jueces del Hades juzgando a un alma, 255 x 153 cm
- La serpiente Pitón, 257 x 165 cm
- El juicio de Paris, 255 x 162 cm
- Vulcano. 255.5 x 143.5 cm[7]

Castillo incluye 8 medallones con paisajes imaginarios en el segundo gran salón.

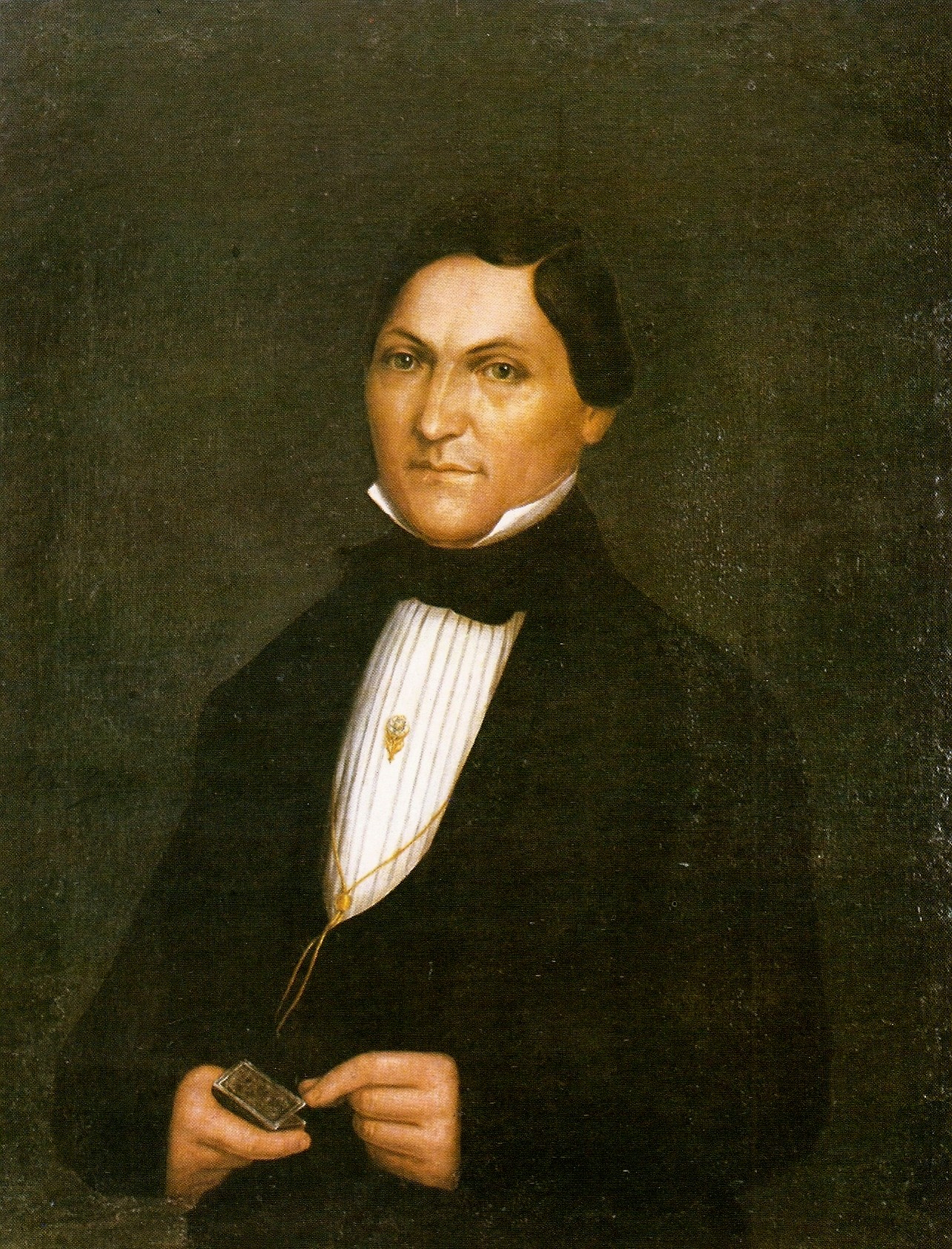
Retrato de caballero, 1840. Óleo sobre tela, 78 x 63.5 cm, Galería de Arte Nacional

Además de la pintura mural, el artista fue un importante retratista y acometió encargos de pintura de tema religioso para la Iglesia católica. Muchas de las obras carecen de firma por lo que su atribución aún es discutida. Fallece en Valencia, tras una enfermedad que le ocasionó parálisis, el 24 de noviembre de 1858.

## Colecciones públicas
- Murales en la Casa del General José Antonio Páez, Valencia, Estado Carabobo
- Retrato de caballero, Galería de Arte Nacional
- La Anunciación, hacia 1840. Catedral de Valencia
- La Última Cena, sin fecha. Catedral de Valencia
- La Santísima Trinidad, hacia 1856. Catedral de Valencia
- Virgen del Rosario, 1806. Capilla de la Casa de Ejercicios Espirituales, Fila de Mariches.
- Retrato del obispo Dr, José Vicente de Unda, hacia 1836. Museo Caracas, Capilla del Seminario Santa Rosa de Lima
- Simón Bolívar, 1856.  Rectorado de la Universidad de Carabobo